# Уайкато
Уайкато (на английски: Waikato River) е река в северна Нова Зеландия, регион Уайкато, на Северния остров. Уайкато е най-дългата река в Нова Зеландия (425 km).
Реката извира от склона на вулкана Руапеху, протича през езерото Таупо и се влива в Тасманово море. Площта на водосборния ѝ басейн е 13 701 km2.
Основни притоци:
- Уаипакихи
- Поуто
- Арароа

По течението на реката се намират населените места:
- Мангакино
- Кеймбридж
- Хамилтън
- Нгаруавахия
- Хантли
- Мерсер
- Хемптън Даунс
- Порт Уаикато